# The Blow-Up
The Blow-Up è un doppio album registrato dal vivo dai Television nel 1978, pubblicato nel 1982 dalla ROIR inizialmente solo su cassetta e poi su vinile e CD nel 1990.
Sebbene la registrazione non sia proprio cristallina l'album è un documento fondamentale per capire l'intensità e la spontaneità delle esibizioni dal vivo del gruppo non sempre presenti nei lavori in studio. La registrazione è stata tratta durante l'ultimo tour del gruppo prima dello scioglimento. 
Dei brani incisi sei sono tratti da Marquee Moon, due da Adventure, ci sono inoltre le cover di (I Can't Get No) Satisfaction e Knockin' on Heaven's Door e quella di Fire Engine dei 13th Floor Elevators reintitolata The Blow-Up.
I pezzi forti sono la lunga Little Johnny Jewel e Marquee Moon con memorabili improvvisazioni chitarristiche che resero celebre il gruppo.

## Tracce

### Disco 1
1. The Blow-Up (Tom Verlaine) 4:00
2. See No Evil (Tom Verlaine)	3:22
3. Prove It (Tom Verlaine) 5:00
4. Elevation (Tom Verlaine) 4:50
5. I Don't Care (Tom Verlaine) 3:04
6. Venus de Milo (Tom Verlaine) 3:31
7. Foxhole (Tom Verlaine) 5:04
8. Ain't That Nothin' (Tom Verlaine) 6:14
9. Knockin' on Heaven's Door (Bob Dylan) 7:50

### Disco 2
1. Little Johnny Jewel (Tom Verlaine) 14:56
2. Friction (Tom Verlaine) 5:01
3. Marquee Moon (Tom Verlaine) 14:45
4. (I Can't Get No) Satisfaction (Mick Jagger / Keith Richards) 7:18